# Holden (Maine)
Holden ist eine Town im Penobscot County des Bundesstaates Maine in den Vereinigten Staaten. Im Jahr 2020 lebten dort 3277 Einwohner in 1546 Haushalten auf einer Fläche von 84,25 km².

## Geografie
Nach dem United States Census Bureau hat Holden eine Gesamtfläche von 84,25 km², von der 81,12 km² Land sind und 3,13 km² aus Gewässern bestehen.

### Geografische Lage
Holden liegt im Südosten des Penobscot County und grenzt an das Hancock County. Im Nordosten grenzen der Davis Pond und der Holbrook Pond an, im Südwesten der Brewer Lake. Die Oberfläche ist eben, ohne nennenswerte Erhebungen.

### Nachbargemeinden
Alle Entfernungen sind als Luftlinien zwischen den offiziellen Koordinaten der Orte aus der Volkszählung 2010 angegeben.
- Norden: Eddington, 7,1 km
- Südosten: Dedham, Hancock County, 13,4 km
- Süden: Bucksport, Hancock County, 15,5 km
- Südwesten: Orrington, 9,6 km
- Westen: Brewer, 5,3 km

### Stadtgliederung
In Holden gibt es mehrere Siedlungsgebiete: Clewleyville Corners, East Holden, Fishers, Gilmore's Corner, Harts Corner, Holden Center und Wrentham.

### Klima
Die mittlere Durchschnittstemperatur in Holden liegt zwischen −7,8 °C (18 °F) im Januar und 20,6 °C (69 °F) im Juli. Damit ist der Ort gegenüber dem langjährigen Mittel der USA um etwa 9 Grad kühler. Die Schneefälle zwischen Oktober und Mai liegen mit bis zu zweieinhalb Metern mehr als doppelt so hoch wie die mittlere Schneehöhe in den USA; die tägliche Sonnenscheindauer liegt am unteren Rand des Wertespektrums der USA.

## Geschichte
Holden wurde am 13. April 1852 als eigenständige Town organisiert. Zuvor gehörte das Gebiet zum Gebiet von Brewer und wurde East Brewer genannt. Besiedelt wurde die Gegend ab 1786. Zunächst durch acht Familien, bei denen die Männer zumeist im Amerikanischen Unabhängigkeitskrieg gedient hatten.

### Einwohnerentwicklung
| Volkszählungsergebnisse – Town of Holden, Maine | Volkszählungsergebnisse – Town of Holden, Maine | Volkszählungsergebnisse – Town of Holden, Maine | Volkszählungsergebnisse – Town of Holden, Maine | Volkszählungsergebnisse – Town of Holden, Maine | Volkszählungsergebnisse – Town of Holden, Maine | Volkszählungsergebnisse – Town of Holden, Maine | Volkszählungsergebnisse – Town of Holden, Maine | Volkszählungsergebnisse – Town of Holden, Maine | Volkszählungsergebnisse – Town of Holden, Maine | Volkszählungsergebnisse – Town of Holden, Maine |
| Jahr                                            | 1800                                            | 1810                                            | 1820                                            | 1830                                            | 1840                                            | 1850                                            | 1860                                            | 1870                                            | 1880                                            | 1890                                            |
| ----------------------------------------------- | ----------------------------------------------- | ----------------------------------------------- | ----------------------------------------------- | ----------------------------------------------- | ----------------------------------------------- | ----------------------------------------------- | ----------------------------------------------- | ----------------------------------------------- | ----------------------------------------------- | ----------------------------------------------- |
| Einwohner                                       |                                                 |                                                 |                                                 |                                                 |                                                 |                                                 | 805                                             | 758                                             | 717                                             | 609                                             |
| Jahr                                            | 1900                                            | 1910                                            | 1920                                            | 1930                                            | 1940                                            | 1950                                            | 1960                                            | 1970                                            | 1980                                            | 1990                                            |
| Einwohner                                       | 602                                             | 609                                             | 549                                             | 543                                             | 680                                             | 754                                             | 1375                                            | 1841                                            | 2554                                            | 2952                                            |
| Jahr                                            | 2000                                            | 2010                                            | 2020                                            | 2030                                            | 2040                                            | 2050                                            | 2060                                            | 2070                                            | 2080                                            | 2090                                            |
| Einwohner                                       | 2827                                            | 3076                                            | 3277                                            |                                                 |                                                 |                                                 |                                                 |                                                 |                                                 |                                                 |

## Kultur und Sehenswürdigkeiten

### Bauwerke
In Holden wurde ein Bauwerk unter Denkmalschutz gestellt und ins National Register of Historic Places aufgenommen. 
- Holden Town Hall, 2014 unter der Register-Nr. 14000362.[9]

## Wirtschaft und Infrastruktur

### Verkehr
In westöstlicher Richtung verläuft der U.S. Highway 1A durch das Gebiet von Holden. Im Osten wird er von der Maine State Route 46 gekreuzt.

### Öffentliche Einrichtungen
In Holden gibt es medizinische Einrichtungen. Weitere finden sich in Eddington und Bangor.
Holden verfügt über keine eigene Bücherei. Die nächstgelegenen Büchereien befinden sich in Dedham, Brewster und Bangor.

### Bildung
Holden gehört mit Eddington und Clifton zur Regional School Unit 63. Im Schulbezirk stehen folgende Schulen zur Verfügung:
- Eddington Elementary School in Eddington, mit Schulklassen von Pre-Kindergarten bis zum 1. Schuljahr
- Holden Elementary School in Holden, vom 2. bis zum 4. Schuljahr
- Holbrook Middle School in Holden, vom 5. bis zum 8. Schuljahr